# Gallatin County (Montana)
Das Gallatin County ist ein County im US-amerikanischen Bundesstaat Montana. Im Jahr 2010 hatte das County 89.513 Einwohner und eine Bevölkerungsdichte von 13,3 Einwohnern pro Quadratkilometer. Bis 2013 erhöhte sich die Einwohnerzahl auf 94.720. Der Sitz der Countyverwaltung (County Seat) befindet sich in Bozeman.

## Geografie
Das Gallatin County liegt im Südwesten Montanas an der gelegenen Schnittstelle der drei Bundesstaaten Montana, Idaho und Wyoming. Das County hat eine Fläche von 6816 Quadratkilometern, die sich auf 6750 Quadratkilometer Land- und 67 Quadratkilometer Wasserfläche verteilen.
Im Gallatin County befindet sich mit dem Zusammenfluss der Quellflüsse Jefferson River und Madison River der Ursprung des Missouri.
An das Gallatin County grenzen folgende Nachbarcountys:
| Jefferson County       | Broadwater County | Meagher County           |
| Madison County         |                   | Park County              |
| Fremont County (Idaho) |                   | Park County Teton County |

Das County wird seit 2023 vom Office of Management and Budget zu statistischen Zwecken als Bozeman, MT Metropolitan Statistical Area geführt.

### Schutzgebiete
- Yellowstone-Nationalpark (teilweise)
- Gallatin National Forest (teilweise)

## Geschichte

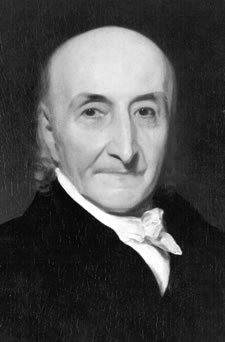
Gallatin

Das Gallatin County wurde 1864 im damaligen Dakota-Territorium gegründet. Benannt wurde es nach dem früheren US-Finanzminister Albert Gallatin (1761–1849)

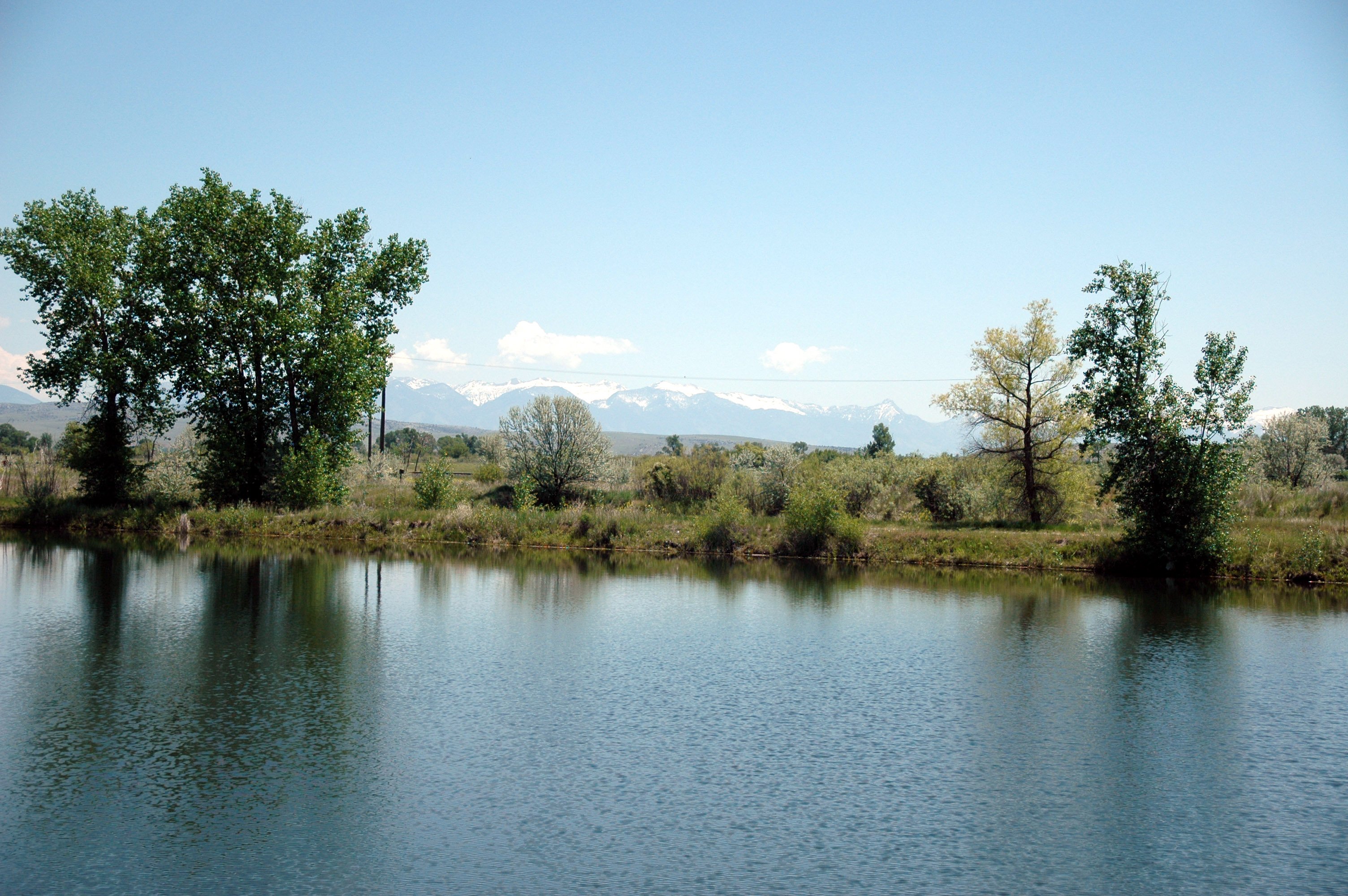
Die Bridger Mountains im Hintergrund

Im Jahr 1873 kam mit dem Lost Dakota genannten Gebiet an der Grenze zu Idaho und Wyoming, das bis dahin eine Exklave des Dakota-Territoriums war, zum Gallatin County und damit zu Montana.
Ein Ort im County hat den Status einer National Historic Landmark, die Three Forks of the Missouri. 104 Bauwerke und Stätten des Countys sind insgesamt im National Register of Historic Places eingetragen (Stand 8. Februar 2018).

## Bevölkerung

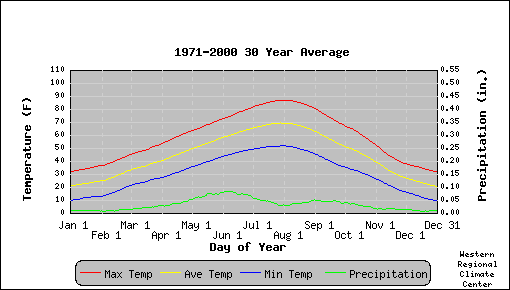
Temperaturverlauf (1971–2000)

Nach der Volkszählung im Jahr 2010 lebten im Gallatin County 89.513 Menschen in 36.659 Haushalten. Die Bevölkerungsdichte betrug 13,3 Einwohner pro Quadratkilometer. In den 36.659 Haushalten lebten statistisch je 2,34 Personen.
Ethnisch betrachtet setzte sich die Bevölkerung zusammen aus 95,4 Prozent Weißen, 0,4 Prozent Afroamerikanern, 1,0 Prozent amerikanischen Ureinwohnern, 1,3 Prozent Asiaten, 0,1 Prozent Polynesiern sowie aus anderen ethnischen Gruppen; 1,7 Prozent stammten von zwei oder mehr Ethnien ab. Unabhängig von der ethnischen Zugehörigkeit waren 3,1 Prozent der Bevölkerung spanischer oder lateinamerikanischer Abstammung.
20,7 Prozent der Bevölkerung waren unter 18 Jahre alt, 68,5 Prozent waren zwischen 18 und 64 und 10,8 Prozent waren 65 Jahre oder älter. 48,5 Prozent der Bevölkerung waren weiblich.
Das jährliche Durchschnittseinkommen eines Haushalts lag bei 52.211 USD. Das Pro-Kopf-Einkommen betrug 28.642 USD. 13,3 Prozent der Einwohner lebten unterhalb der Armutsgrenze.

## Orte im Gallatin County
Citys
| - Belgrade - Bozeman - Three Forks |

Towns
| - Manhattan - West Yellowstone |

Census-designated places (CDP)
| - Amsterdam - Big Sky1 - Churchill - Four Corners - Gallatin Gateway | - Gallatin River Ranch - Hebgen Lake Estates - Hillman - King Arthur Park - Ponderosa Pines | - Sedan - Springhill - Willow Creek |

Unincorporated Communitys
| - Logan - Maudlow |

1 – teilweise im Madison County

## Gliederung
Das Gallatin County ist in acht Census County Divisions (CCD) eingeteilt:
| CCD                           | Einwohner (2010) | FIPS     |
| ----------------------------- | ---------------- | -------- |
| Belgrade CCD                  | 23.200           | 30-90189 |
| Big Sky CCD                   | 2195             | 30-90305 |
| Bozeman CCD                   | 49.560           | 30-90420 |
| Gallatin Gateway CCD          | 4839             | 30-91344 |
| Manhattan CCD                 | 4848             | 30-92226 |
| Three Forks CCD               | 3098             | 30-93528 |
| West Yellowstone CCD          | 1758             | 30-93780 |
| Yellowstone National Park CCD | 15               | 30-94017 |